# Willy Brünning
Willy Brünning (ur. 6 marca 1900, zm. 27 maja 1947 w Landsberg am Lech) – zbrodniarz hitlerowski, członek załogi obozu koncentracyjnego Mauthausen-Gusen i SS-Rottenführer.
Członek Waffen-SS od 1 września 1944. Pełnił służbę w obozie Gusen od października 1944 do 5 maja 1945 jako wartownik. W kwietniu 1945 Brünning był strażnikiem podczas ewakuacji podobozu Mödling.
W procesie załogi Mauthausen-Gusen (US vs. Johann Altfuldisch i inni) został skazany przez amerykański Trybunał Wojskowy w Dachau na karę śmierci. Brünning przyznał się w trakcie rozprawy do zastrzelenia siedmiu więźniów podczas ewakuacji Mödling. Zamordował również więźnia narodowości włoskiej na wiosnę 1945 w podobozie Gusen. Wyrok wykonano przez powieszenie w więzieniu Landsberg 27 maja 1947.